# Aeroporto di Manduria
L'aeroporto di Manduria (Torrino) è un aeroporto militare abbandonato, nella città di Manduria, in Puglia. La località si trova a circa 5 km dalla Città di Manduria e dista 50 km sia dalla Città di Taranto che da Brindisi.  
La superficie, circa 1.662.661 mq, dell'ex aeroporto è tutt'oggi proprietà dell''Amministrazione della Difesa.

## Seconda Guerra Mondiale
Si presume che l'aeroporto sia stato costruito intorno al 1940. È stato infatti usato durante la seconda guerra mondiale prima dalla Regia Aeronautica del Regno d'Italia, poi dalla tedesca Luftwaffe del Terzo Reich. 

### 5º Stormo Tuffatori

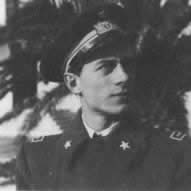
Giuseppe Cenni che fu il giovanissimo Comandante, solo 28 anni, del 5º Stormo a Manduria nell'estate del 1943.

Il periodo di maggiore centralità dell’aeroporto nella storia dell’Italia, e dell’allora Regia Aeronautica, avvenne nell’estate del 1943. Venne infatti scelto come nuova base del 5º Stormo Tuffatori che, in prima linea nel contrastare l’invasione della Sicilia, era stato duramente colpito dal bombardamento Alleato del 13 luglio ’43 sull’Aeroporto di Crotone. Lo stesso giorno lo Stormo, comandato dal leggendario Giuseppe Cenni, che a solo 28 anni era il più giovane comandante di Stormo della Regia Aeronautica, si trasferì a Manduria: vi era uno reparto completamente da ricostruire e da aspettare dei nuovi Re.2002. Ma non c’era tempo e, il 3 e 4 settembre, fu chiesto sempre al 5º Stormo di ostacolare gli Alleati nel loro tentativo di invadere la Calabria. Partiti da Manduria, Cenni al comando dei suoi piloti sganciò le bombe sullo sbarco, ma in cielo il rapporto era 1 a 10, e quando i veloci caccia inglesi si accorse dei Tuffatori italiani fu un drammatico inseguimento. Il Comandante Cenni che si trovava, come sua abitudine, in coda a chiusura e protezione del reparto venne abbattuto assieme a: Vitale, Moglia e Banfi. Fu quella l’ultima azione del 5º Stormo: l’armistizio era stato firmato il giorno precedente, ma mantenuto segreto fino all’8 settembre. Di lì a poche settimane lo Stormo lascerà Manduria.
L'allora Re d'Italia Vittorio Emanuele III, che aveva lasciato Roma, lo visitò durante la sua permanenza a Brindisi.

### Periodo americano
In seguito passò sotto il controllo degli Alleati. Durante la Liberazione fu la base del 450th Bombardment Group (450º gruppo bombardieri) della Fifteenth Air Force (15ª armata) del United States Army Air Force, allora componente aerea del United States Army, l'esercito degli Stati Uniti d'America, equipaggiato con i bombardieri quadrimotori Consolidated B-24 Liberator.

## Curiosità
- Il Comune di Manduria ha dedicato una via al Magg.Pil. Giuseppe Cenni, Medaglia d'Oro al Valor Militare e Comandante del 5º Stormo a Manduria.